# جيري هربك
جيري هربك (بالتشيكية: Jiří Hřebec)‏ مواليد 19 سبتمبر 1950 في تبليتسه، تشيكوسلوفاكيا، هو لاعب كرة مضرب تشيكي سابق وكان يلعب باليد اليمنى. أعلى تصنيف له في الفردي كان المركز الـ 25 في سنة 1974.

## روابط خارجية
- جيري هربك على موقع رابطة محترفي التنس (الإنجليزية)
- جيري هربك على موقع الاتحاد الدولي لكرة المضرب (الإنجليزية)
- جيري هربك على موقع كأس ديفيز (الإنجليزية)
- جيري هربك على موقع خلاصة التنس.كوم (الإنجليزية)